# 기노역
기노역(일본어: 木野駅, きのえき)은 일본 교토부 교토시 사쿄구에 위치한 에이잔 전철 구라마 선의 역이다. 역 번호는 E11이다.

## 역사
- 1928년 12월 1일: 구라마 전기철도의 역으로 영업 개시.
- 1942년 8월 1일: 회사 합병으로 게이후쿠 전기철도 구라마 선의 역이 됨.
- 1944년 11월 10일: 본 역을 포함한 야마바나(현, 다카라가이케) ~ 니켄차야 역 구간이 전쟁 발발의 자재 공출로 인하여 단선화.
- 1986년 4월 1일: 게이후쿠 전기철도가 구라마 선을 에이잔 전철에 양도하여 에이잔 전철 구라마 선의 역이 됨.
- 1990년 9월 28일: 본 역을 포함한 이와쿠라 ~ 니켄차야 역 구간이 다시 복선화되어 수백미터 정도 동쪽으로 이전됨.

## 역 구조
상대식 승강장 2면 2선의 구조이고 무인역이다. 역사가 설치되어 있다. 출입구는 데마치야나기 방향에 있다. 두 승강장은 역 구내 건널목(제1종)으로 연결되지만 도로로 취급되어 일반 사람이나 자전거의 횡단도 많다. 또한, 이 구내 통로는 경차 및 소특 이외의 "차량 통행 금지"구역이다. 승강장에는 슬로프도 정비되어 있지만 급하고 폭도 좁기 때문에 휠체어로 이용에는 간호자가 필요하다. 교토 부립 호쿠료 고등학교의 근처역인 관계로 휴교 날 이외의 아침 시간대는 담당자가 출장하는 것이 많아 담당자 초소도 있다. 다만, 평소 평일 하행 승강장에만 20분 정도의 직원이 배치된다.

### 승강장
|  | ■ 구라마 선 (상행) | 다카라가이케・데마치야나기 방면 |
|  | ■ 구라마 선 (하행) | 니켄차야・구라마 방면           |

## 역 주변
교토 부도 106호 가미야마이와쿠라 정거장선에서 수십 미터 들어간 곳에 위치한다. 주변에는 단독 주택 중심의 주택지로 주택길을 제외한 논밭도 많았어서, 택지 개발도 진행되고 있다.
- 교토 부립 호쿠료 고등학교
- 묘만지(안내 방송)
- 이치조 산
- 엔쓰지 - 남서쪽으로 1km.

## 인접역
| 에이잔 전철 ■ 구라마 선        | 에이잔 전철 ■ 구라마 선 | 에이잔 전철 ■ 구라마 선            |
| ------------------------------ | ----------------------- | ---------------------------------- |
| E10 이와쿠라 다카라가이케 방면 |                         | 교토세이카다이마에 E12 구라마 방면 |